# Please Please Me
Please Please Me je první album Beatles vydané 22. března 1963 jako rychlá reakce na úspěch singlů Please Please Me (#1) a Love Me Do (#17). Ze čtrnácti písní na desce bylo osm napsáno autorskou dvojicí John Lennon/Paul McCartney.
V květnu 1963 se toto album dostalo na vrchol britských hitparád a zůstalo v něm třicet týdnů, dokud ho nevystřídalo album With the Beatles. Pro hudební trh Spojeného království bylo toto neobvyklé, jelikož se v tomto období na vrcholu prodeje držely většinou alba s filmovou hudbou a s lehkými písněmi na poslech.
V roce 2003 se toto album dostalo na 39. místo žebříčku 500 nejlepších alb všech dob, který zveřejnil časopis Rolling Stone. Bylo šestým albem v pořadí z jedenácti, která se od skupiny The Beatles do tohoto žebříčku dostala. Před ním se umístila alba Sgt. Pepper's Lonely Hearts Club Band, Revolver, Rubber Soul, The Beatles (The White album) a Abbey Road.
Dvě skladby z alba Please Please Me, „I Saw Her Standing There“ a „Please Please Me“ se nacházejí v seznamu The 500 Greatest Songs of All Time.

## Nahrávání alba
Deska byla od začátku plánována pro čtrnáct písní, bylo tedy potřeba nahrát dalších deset, které by doplnily oba singly. První nahrávací den proběhl v Abbey Road Studios a sice v pondělí 11. února 1963. Beatles a George Martin začali v 10:00 s nahráváním první písně a skončili coverem „Twist and Shout“ o 9 hodin a 45 minut později. Kromě písní na albu obsažených nahráli tehdy Beatles ještě „Hold Me Tight“, která se ovšem dostala až na desku With The Beatles. Celý nahrávací den stál 400 liber.
Please Please Me bylo nahráno na dvoustopém magnetofonu s většinou vokálů na jedné stopě a nástroji na druhé pro lepší možnosti vyvažování těchto dvou složek při závěrečném mixu do mono. Později byla namixována i stereo verze, jejíž zvuk je ovšem obecně považován za nevyvážený, proto pro vydání na CD 26. března 1987 byla zvolena mono verze alba. Mnoho let později, 9. září 2009, vychází CD přece jen i ve stereo a zároveň v remastered verzi.

## Obal alba a label
George Martin chtěl pořídit na přední stranu obalu fotografii skupiny před pavilonem hmyzu v londýnské zoo, nicméně tento návrh byl londýnskou zoologickou společností zamítnut. Známá konečná verze obalu s Beatles shlížejícími dolů ze schodiště je pořízena Agnusem McBeanem v londýnském ředitelství EMI.
První vydání mono i stereo LP jsou vysoce sběratelsky ceněné, neboť jsou to jediné desky Beatles na zlato-černém Parlophone labelu. Další vydání mělo žluto-černý, později stříbrno-černý label. Novější desky (po roce 1970) byly vydávány na labelu Apple Records.

## Seznam skladeb
Všechny skladby napsali John Lennon a Paul McCartney, pokud není uvedeno jinak.

### Strana jedna
| Pořadí         | Název                               | Hlavní zpěv        | Délka |
| -------------- | ----------------------------------- | ------------------ | ----- |
| 1.             | I Saw Her Standing There            | McCartney          | 2:55  |
| 2.             | Misery                              | Lennon a McCartney | 1:49  |
| 3.             | Anna (Go to Him) (Arthur Alexander) | Lennon             | 2:55  |
| 4.             | Chains (Gerry Goffin/Carole King)   | Harrison           | 2:23  |
| 5.             | Boys                                | Starr              | 2:24  |
| 6.             | Ask Me Why                          | Lennon             | 2:24  |
| 7.             | Please Please Me                    | Lennon a McCartney | 1:59  |
| Celková délka: | Celková délka:                      | Celková délka:     | 16:49 |

### Strana dvě
| Pořadí         | Název                                                       | Hlavní zpěv        | Délka |
| -------------- | ----------------------------------------------------------- | ------------------ | ----- |
| 1.             | Love Me Do                                                  | McCartney a Lennon | 2:21  |
| 2.             | P.S. I Love You                                             | McCartney          | 2:04  |
| 3.             | Baby It's You (Mack David, Barney Williams, Burt Bacharach) | Lennon             | 2:40  |
| 4.             | Do You Want to Know a Secret                                | Harrison           | 1:56  |
| 5.             | A Taste of Honey (Bobby Scott, Ric Marlow)                  | McCartney          | 2:03  |
| 6.             | There's a Place                                             | Lennon a McCartney | 1:51  |
| 7.             | Twist and Shout (Phil Medley, Bert Russell)                 | Lennon             | 2:32  |
| Celková délka: | Celková délka:                                              | Celková délka:     | 15:27 |

## Obsazení
Podle Marka Lewisohna:
The Beatles
- John Lennon – zpěv, doprovodné vokály, rytmická kytara, akustická kytara, harmonika, tleskání
- Paul McCartney – zpěv, doprovodné vokály, basová kytara, tleskání
- George Harrison – sólová kytara, akustická kytara, tleskání, doprovodné vokály; zpěv v písních „Chains“ a „Do You Want to Know a Secret“
- Ringo Starr – bicí, tamburína, maracas, tleskání, zpěv v písní „Boys“

Ostatní hudebníci a produkce
- George Martin – producent, mix, piano v písni „Misery“, celesta v písni „Baby It's You“
- Norman Smith – zvukový inženýr, mix
- Andy White – bicí v písních „Love Me Do“ a „P.S. I Love You“

## Umístění v žebřících
Album se dostalo na první příčku v žebříčcích Disc Weekly, Melody Maker, NME a Record Retailer. Na prvním místě se udrželo po 30 týdnů a celkem v žebříčcích strávilo 74 týdnů, z toho čtyři týdny po znovuvydání na CD v roce 1987.